# Magallanes
För andra betydelser, se Magallanes (olika betydelser).
Magallanes (Bayan ng Magallanes) är en kommun i Filippinerna. Kommunen ligger på ön Luzon, och tillhör provinsen Cavite. Folkmängden uppgår till 21 231 invånare.

## Barangayer
Magallanes är indelat i 16 barangayer.
| - Baliwag - Bendita I - Caluangan - Medina - Pacheco - Barangay 1 (Pob.) - Barangay 2 (Pob.) - Barangay 3 (Pob.) | - Barangay 4 (Pob.) - Barangay 5 (Pob.) - Ramirez - Tua - Urdaneta - Kabulusan - Bendita II - San Agustin |